# 蘭切 (蒙大拿州)
蘭切（英語：Rancher）是位於美國蒙大拿州特雷熱縣的鬼鎮。

## 歷史
蘭切的郵局於1888年設立，其後於1927年停運。

## 地理
蘭切所處的海拔為高於海平面818米（即2684英呎），而該地所採用的時區為UTC-7，即北美山地時區（MST）。同時該地設有夏令時間，為UTC-7調快一小時，即UTC-6（MDT）。